# Pheed
Pheed è stato un servizio gratuito di social network e microblogging per il web e per dispositivi mobili, lanciato al pubblico il 12 ottobre 2012. Il servizio consente agli utenti di condividere ogni forma di contenuto digitale, tra cui testi, foto, clip audio, note vocali, video e trasmissioni in diretta, il tutto in tempo reale.
Il team di Pheed annuncia la chiusura del sito l'11 aprile 2016, per dedicarsi allo sviluppo della nuova piattaforma Galaxia.

## Caratteristiche
Pheed fornisce agli utenti una piattaforma unificata per la condivisione di una grande varietà di contenuti digitali e di media. Inoltre gli utenti hanno la possibilità di scegliere se condividerli gratuitamente o a pagamento, applicando un abbonamento mensile al loro canale o attraverso la trasmissione di un evento in diretta pay-per-view. In entrambi i casi, l'utente decide il prezzo di vendita e guadagna direttamente.
Lo slogan stesso di Pheed, «Express yourself» ("esprimi te stesso") incoraggia gli utenti a caricare contenuti originali. Vi è anche un pulsante "copyright" che gli utenti possono utilizzare per proteggere il proprio materiale.
Pheed è stato etichettato dalla stampa come il nuovo Twitter, o la nuova generazione dei social network. Forbes ha descritto Pheed come «Twitter con un business plan».

## Storia
Pheed è stato fondato a Los Angeles, California, da un gruppo di amici appassionati di tecnologia ed intrattenimento. O.D. Kobo, un veterano dell'imprenditoria internet, è cofondatore della società ed investitore originario.
L'interfaccia web del sito è stata lanciata al pubblico il 12 ottobre 2012, e l'applicazione mobile per iPhone è stata lanciata il 10 novembre 2012.
Pheed ha cominciato pian piano, ospitando i canali di più di 200 artisti tra i più riconosciuti e seguiti al mondo, tra cui Miley Cyrus, Diddy, Paris Hilton, Game, David Guetta.
Il 31 dicembre 2012 Pheed ha chiuso le iscrizioni ai nuovi utenti, e le ha riaperte il 1º febbraio 2013. Il periodo di limitazione è stato motivato come la conseguenza dell'impetuoso aumento di utenti, e con la volontà di mantenere un numero di utenti di base.